# Temporada 1982-83 de los San Diego Clippers
La temporada 1982-83 fue la quinta de los San Diego Clippers en la NBA, tras moverse desde Búfalo (Nueva York), donde disputaron ocho temporadas con la denominación de los Buffalo Braves. La temporada regular acabó con 25 victorias y 57 derrotas, ocupando el octavo puesto de la conferencia Oeste, no logrando clasificarse para los playoffs.

## Elecciones en elDraft
| Ronda | Puesto | Jugador          | Posición  | Nacionalidad   | Universidad      |
| ----- | ------ | ---------------- | --------- | -------------- | ---------------- |
| 1     | 2      | Terry Cummings   | Alero     | Estados Unidos | DePaul           |
| 2     | 32     | Richard Anderson | Ala-Pívot | Estados Unidos | UC Santa Barbara |
| 3     | 48     | Craig Hodges     | Escolta   | Estados Unidos | Long Beach State |
| 7     | 140    | Eddie Hughes     | Base      | Estados Unidos | Colorado State   |

## Temporada regular
| División Pacífico        | División Pacífico | División Pacífico | División Pacífico | División Pacífico | División Pacífico | División Pacífico | División Pacífico | División Pacífico |
| Equipo                   | G                 | P                 | %                 | PD                | Casa              | Fuera             | Div               |                   |
| ------------------------ | ----------------- | ----------------- | ----------------- | ----------------- | ----------------- | ----------------- | ----------------- | ----------------- |
| y-Los Angeles Lakers     | 58                | 24                | .707              | –                 | 33–8              | 25–16             | 21–9              |                   |
| x-Phoenix Suns           | 53                | 29                | .646              | 5                 | 32–9              | 21–20             | 21–9              |                   |
| x-Seattle SuperSonics    | 48                | 34                | .585              | 10                | 29–12             | 19–22             | 14–16             |                   |
| x-Portland Trail Blazers | 46                | 36                | .561              | 12                | 31–10             | 15–26             | 16–14             |                   |
| Golden State Warriors    | 30                | 52                | .366              | 28                | 21–20             | 9–32              | 11–19             |                   |
| San Diego Clippers       | 25                | 57                | .305              | 33                | 18–23             | 7–34              | 7–23              |                   |

## Estadísticas
| Rk | Jugador          | Edad | P  | PT | MP   | TC  | TCI  | %TC  | T3  | T3I | %T3  | TL  | TLI | %TL   | RO  | RD  | RT   | AS  | RB  | TAP | BP  | FP  | PTS  |
| -- | ---------------- | ---- | -- | -- | ---- | --- | ---- | ---- | --- | --- | ---- | --- | --- | ----- | --- | --- | ---- | --- | --- | --- | --- | --- | ---- |
| 1  | Terry Cummings   | 21   | 70 | 69 | 36.2 | 9.8 | 18.7 | .523 | 0.0 | 0.0 | .000 | 4.2 | 5.9 | .709  | 4.3 | 6.3 | 10.6 | 2.5 | 1.8 | 0.9 | 2.9 | 4.2 | 23.7 |
| 2  | Tom Chambers     | 23   | 79 | 79 | 33.7 | 6.6 | 13.9 | .472 | 0.0 | 0.1 | .000 | 4.5 | 6.2 | .723  | 2.8 | 3.8 | 6.6  | 2.4 | 1.0 | 0.7 | 3.0 | 4.2 | 17.6 |
| 3  | Bill Walton      | 30   | 33 | 32 | 33.3 | 6.1 | 11.5 | .528 | 0.0 | 0.0 |      | 2.0 | 3.5 | .556  | 2.3 | 7.5 | 9.8  | 3.6 | 1.0 | 3.6 | 3.2 | 3.4 | 14.1 |
| 4  | Lionel Hollins   | 29   | 56 | 54 | 32.9 | 5.6 | 12.8 | .437 | 0.1 | 0.4 | .143 | 2.3 | 3.2 | .721  | 0.5 | 1.8 | 2.3  | 6.7 | 2.0 | 0.3 | 3.5 | 2.8 | 13.5 |
| 5  | Michael Brooks   | 24   | 82 | 26 | 30.0 | 4.9 | 10.1 | .484 | 0.1 | 0.2 | .333 | 2.4 | 3.4 | .697  | 2.9 | 3.4 | 6.4  | 3.2 | 1.4 | 0.5 | 2.2 | 3.6 | 12.2 |
| 6  | Craig Hodges     | 22   | 76 | 48 | 26.6 | 4.2 | 9.3  | .452 | 0.3 | 1.2 | .222 | 1.2 | 1.7 | .723  | 0.7 | 0.9 | 1.6  | 3.6 | 1.1 | 0.1 | 2.1 | 2.5 | 9.9  |
| 7  | Al Wood          | 24   | 76 | 47 | 24.0 | 4.5 | 9.7  | .464 | 0.2 | 0.7 | .300 | 1.6 | 2.1 | .770  | 1.3 | 1.8 | 3.1  | 1.8 | 0.7 | 0.5 | 1.5 | 2.5 | 10.9 |
| 8  | Joe Cooper       | 25   | 13 | 4  | 21.2 | 2.4 | 4.5  | .525 | 0.0 | 0.0 |      | 0.8 | 1.5 | .550  | 2.8 | 2.7 | 5.5  | 1.2 | 0.6 | 1.5 | 1.8 | 3.0 | 5.6  |
| 9  | Jerome Whitehead | 26   | 46 | 23 | 19.7 | 3.6 | 6.7  | .536 | 0.0 | 0.0 |      | 1.6 | 1.9 | .828  | 2.3 | 3.4 | 5.7  | 0.9 | 0.5 | 0.3 | 1.4 | 3.0 | 8.7  |
| 10 | Randy Smith      | 34   | 65 | 16 | 19.4 | 3.8 | 7.7  | .489 | 0.0 | 0.2 | .188 | 1.6 | 1.8 | .863  | 0.5 | 0.8 | 1.4  | 3.0 | 0.8 | 0.0 | 1.4 | 1.9 | 9.1  |
| 11 | Lowes Moore      | 25   | 37 | 3  | 17.4 | 2.2 | 5.1  | .426 | 0.2 | 0.6 | .261 | 1.1 | 1.5 | .750  | 0.4 | 1.1 | 1.5  | 2.0 | 0.6 | 0.0 | 1.2 | 1.9 | 5.7  |
| 12 | Richard Anderson | 22   | 78 | 5  | 16.3 | 2.2 | 5.5  | .404 | 0.1 | 0.2 | .368 | 0.6 | 0.9 | .696  | 1.4 | 2.1 | 3.5  | 1.5 | 0.7 | 0.3 | 1.2 | 2.2 | 5.2  |
| 13 | Bob Gross        | 29   | 27 | 3  | 13.8 | 1.3 | 3.0  | .427 | 0.0 | 0.1 | .333 | 0.4 | 0.7 | .632  | 1.2 | 1.3 | 2.4  | 1.3 | 0.8 | 0.3 | 0.9 | 2.6 | 3.1  |
| 14 | Hutch Jones      | 23   | 9  | 0  | 9.4  | 1.9 | 4.1  | .459 | 0.0 | 0.0 |      | 0.7 | 0.7 | 1.000 | 1.1 | 0.8 | 1.9  | 0.4 | 0.3 | 0.0 | 0.7 | 1.6 | 4.4  |
| 15 | Robert Smith     | 27   | 5  | 0  | 8.6  | 0.4 | 2.6  | .154 | 0.0 | 0.2 | .000 | 1.4 | 1.6 | .875  | 0.2 | 0.4 | 0.6  | 1.2 | 0.8 | 0.0 | 0.6 | 1.4 | 2.2  |
| 16 | Jim Brogan       | 24   | 58 | 0  | 8.0  | 1.6 | 3.7  | .427 | 0.1 | 0.2 | .231 | 0.6 | 0.7 | .791  | 0.6 | 0.5 | 1.1  | 1.1 | 0.4 | 0.2 | 0.7 | 1.4 | 3.8  |
| 17 | Swen Nater       | 33   | 7  | 0  | 7.3  | 0.9 | 2.9  | .300 | 0.0 | 0.0 |      | 0.6 | 0.6 | 1.000 | 0.3 | 1.6 | 1.9  | 0.1 | 0.1 | 0.0 | 0.4 | 0.1 | 2.3  |
| 18 | John Douglas     | 26   | 3  | 1  | 4.0  | 0.3 | 2.0  | .167 | 0.3 | 0.7 | .500 | 0.7 | 0.7 | 1.000 | 0.0 | 0.3 | 0.3  | 0.3 | 0.0 | 0.0 | 0.0 | 0.0 | 1.7  |

## Galardones y récords
| Jugador        | Galardón                 |
| Terry Cummings | Rookie del Año de la NBA |